# 아사히촌 (이바라키현 가시마군)
아사히촌(旭村)은 이바라키현 가시마군에 속했던 촌이다. 2005년 10월 11일에 호코타정, 다이요촌과 합병해 호코타시가 되었다. 구 아사히촌은 현재의 호코타시에 해당한다.

## 지리
이바라키현 중부 가시마나다에 면하는 마을이다. 마을 북쪽에는 히메마가 있다.

## 역사
- 1955년 3월 3일 - 나쓰미촌 오야촌 스와촌이 합병해 아사히촌이 되었다.
- 2005년 10월 11일 - 호코타정, 다이요촌과 합병해 호코타시가 되었다

## 교통

### 철도
- 가시마 임해 철도 오아라이카시마 선

### 도로
- 국도 제51호선